# 塩津村 (愛知県)
塩津村（しおつむら）は、愛知県宝飯郡にかつて存在した村。現在の蒲郡市の一部である。
南は三河湾に面し、塩田による製塩業が盛んであった。

## 歴史
- 江戸時代末期、この地域は西尾藩領、三河吉田藩領、旗本領、寺社領などであった。
- 1877年（明治10年） - 竹ノ谷村と太田新田が合併し、竹ノ谷村となる。
- 1889年（明治22年）10月1日 - 竹ノ谷村、西迫村、柏原村、拾石村、鹿島村が合併し、塩津村となる。
- 1954年（昭和29年）4月1日 - 蒲郡町、三谷町、塩津村が合併し、蒲郡市となる。

## 学校
- 塩津村立塩津中学校（現・蒲郡市立塩津中学校）
- 塩津村立塩津小学校（現・蒲郡市立塩津小学校）

## 交通機関
- 国鉄東海道本線
  - 通過のみ[1]
- 名古屋鉄道蒲郡線
  - 三河鹿島駅・拾石駅・塩津駅[2][3]

## 神社・仏閣
- 素盞鳴神社
- 浄夢院

## その他
- 最後の村長であった福井穣は、戦前、「桜田十九郎」、「浮世夢介」の名で活躍した探偵作家である。